# Móric hessen–kasseli tartománygróf
"Könyves" Móric hessen–kasseli tartománygróf (Kassel, 1572. május 25.– Eschwege, 1632. március 15.)  Hessen-Kassel uralkodója 1592 és 1627 között.

## Élete
IV. Vilmos hessen-kasseli tartománygróf és Szabina württembergi hercegnő fiaként született. Alapos képzésben részesült Philipp Melanchthon és Martin Bucer szellemében. Feleségei hatására vált reformátussá. Úgy tartják, hogy nyolc nyelven beszélt, érdeklődött a természettudományok iránt és alkímiai kísérleteket végzett. Kedvelte a díszes öltözetet, lovagi játékokat, allegóriákat és ő építtette a német nyelvterület első színházát, a kasseli Ottoneumot. Jártas muzsikus és zeneszerző volt.
1593. szeptember 23-án feleségül vette Agnes zu Solms-Laubachot, aki 1602. november 23-án elhunyt. egy lányuk és két fiuk született, köztük a későbbi uralkodó, V. Vilmos. Hat hónapi gyász után1603. május 22-én másodszor is megnősült, felesége Juliane von Nassau-Dillenburg lett. Ebből a házasságból tizennégy gyermek származott.
1598-ban Móric a meglevő apródiskolából udvari iskolát létesített nemesek és polgárok számára. Ebből nőtt ki később a Collegium Mauritianum, amelyet az 1618-as modernizálást követően Collegium Adelphi Mauritianum néven ismertek.
1605-ben tért át a reformátusokhoz. Az augsburgi vallásbéke feltételei szerint az országnak követnie kellett az uralkodó vallását („Cuius regio, eius religio“), de ezt a katolikusokra és a lutheránusok kötötték, ezért kérdéses volt, hogy a reformátusokra alkalmazható-e. Móric mindenesetre az országát is reformátussá tette, sőt vallását Hessen-Marburg ágtól örökölt országrészre is kiterjesztette, noha itt az örökösödési feltételek ezt kizárták volna. Ugyanígy jogellenes volt a marburgi egyetem felekezeti hovatartozásának megváltoztatása is.
A marburgi örökséggel kapcsolatos vita Hessen-Kassel és Hessen-Darmstadt évtizedeken át tartott, melynek során Móric a császárral is konfliktusba került, ehhez jött 1618-tól a harmincéves háború, melynek során Hessen az egyik legsúlyosabban lepusztított tartománnyá lett. Móric szerencsétlen döntései következtében országát és családját pénzügyi romlásba taszította, ezért 1627-ben lemondásra kényszerült és az eschwegei kastélyába vonult vissza. Ott is hunyt el 1632-ben, hatvanéves korában.

## Gyermekei
Agnes zu Solms-Laubachtól
- Ottó (1594–1617)
- Erzsébet (1596–1625)
- Móric (1600–1612)
- Vilmos (1602–1637)

Juliane von Nassau-Dillenburgtól
- Fülöp (1604–1626)
- Ágnes (1606–1650)
- Hermann (1607–1658)
- Julianna (1608–1628)
- Szabina (1610–1620)
- Magdaléna (1611–1671)
- Móric (1614–1633)
- Zsófia (1615–1670)
- Frigyes (1617–1655)
- Keresztély (1622–1640)
- Ernő (1623–1693)
- Krisztina (1625–1626)
- Fülöp (1626–1629)
- Erzsébet (1628–1633)

## Művei
- Davidis regis prophetae psalterium (1593)
- Encyclopaedia (1597)
- Poetices methodices conformatae (1598)
- Luther, Martin: Christliches Gesangbuch von allerhand geistlichen Gesängen und Liedern. – Cassel: Mencke, 1631 (a zenét Móric tartománygróf szerezte)

## Fordítás
Ez a szócikk részben vagy egészben a Moritz (Hessen-Kassel) című német Wikipédia-szócikk ezen változatának fordításán alapul.  Az eredeti cikk szerkesztőit annak laptörténete sorolja fel. Ez a jelzés csupán a megfogalmazás eredetét és a szerzői jogokat jelzi, nem szolgál a cikkben szereplő információk forrásmegjelöléseként.